# مسلخ

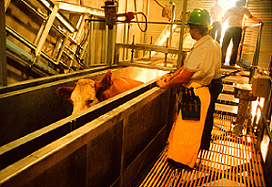
عمال في مذبح اللبقر.

المذبح أو المَجزر أو المَسلخ هو المكان الذي تُذبح فيه الحيوانات ومن ثم تعالج وتجهز إلى لحم معد للأكل. ومن أشهرها البقر والعجل والخراف والخنازير والأحصنة للحم الخيل، الماعز والدواجن بجميع أنواعها مثل الدجاج والديك الرومي والبط.
يُذبح و في الولايا ت المتحدة نحو 10 مليارات حيوان سنويا في 5,700 مذبحًا ومعمل إنتاج فيها أكثر من 527,000 عامل. واستُهلِك 28.1 مليار رطل من لحوم البقر في الولايات المتحدة في عام 2007 فقط. وفي كندا، يُذبح نحو 650 مليوان حيوان سنويا. وفي الاتحاد الأوروبي، يبلغ العدد السنوي 300 مليون من البقر والغنم والخنازير بالإضافة إلى أربعة مليارات من الدجاج.

## عملية الذبح
عملية الذبح تختلف حسب النوع والمنطقة، ويمكن أن يسيطر عليها القانون المدني فضلا عن القوانين الدينية فيكون موافقًا للشريعة الإسلامية (حلال) أو اليهودية (كشروت). الإجراء النموذجي في الدول الغربية هو التالي:
- تنقل الماشية بالشاحنة أو السكة الحديد من المزرعة أو المعلفة.
- ترعى الماشية في عقد الأقلام.
- تفقد الماشية الوعي من خلال تطبيق الصدمات الكهربائية من 300 فولت و 2 امبير إلى الجزء الخلفي من الرأس، وعلى نحو فعال صاعقة الحيوان (هذه الخطوة محظورة بموجب التطبيق الصارم لقوانين الحلال وكشروت)
- تعلق الحيوانات رأسا على عقب من جانب واحد من سيقانها الخلفية على خط المعالجة.
- يقطع الشريان السباتي وحبل الوريد بسكين.، نزيف الدم يسبب الوفاة من خلال فقدان الدم.
- يُزال الرأس، وكذلك الأقدام الأمامية والخلفية. قبل سلخ الجلد، يقص حول الجهاز الهضمي لمنع التلوث البرازي في وقت لاحق في هذه العملية.
- يُسلخ الجلد بأداة خاصة إلى أسفل. ويمكن أيضا أن يُسلخ الجلد وذلك بوضع الجثة على مهد والذبح بسكين.
- تُزال الأجهزة الداخلية وتفتيشها من الطفيليات الداخلية وعلامات المرض عليها. كذلك يُفصل القلب والرئتين وتفتيشها.ثم يُفصل الكبد للتفتيش ويُزال اللسان من الرأس. ثم يقوم رئيس التفتيش بالكشف على الغدد الليمفاوية لعلامات أمراض جهازية.
- تخضع الجثة للتفتيش من قبل مفتشي الحكومة طلبا للسلامة. (وهذا هو التفتيش التي تقوم بها دائرة التفتيش على سلامة الأغذية في الولايات المتحدة والوكالة الكندية في كندا)
- تعرض الجثة للمعالجة للحد من مستويات البكتيريا بالبخار أوالمياه الساخنة، أوالأحماض العضوية.
- تبرد الجثة لمنع نمو الكائنات الحية الدقيقة وللحد من التدهور في حين ينتظر توزيع اللحوم.
- تُقسم الجثة المبردة إلى قطع عادية وممتازة ما لم يطلب الزبون جانبين سليمين من اللحوم.
- تُرسل نفايات المواد مثل العظام والشحم إلى منشأة للتحويل.
- تُرسل المياه العادمة، التي تتألف من الدم والبراز، الناتجة عن طريق عملية الذبح إلى محطة معالجة المياه العادمة.
- يُنقل اللحم إلى مراكز التوزيع ثم يُوزع على أسواق التجزئة.

## القانون

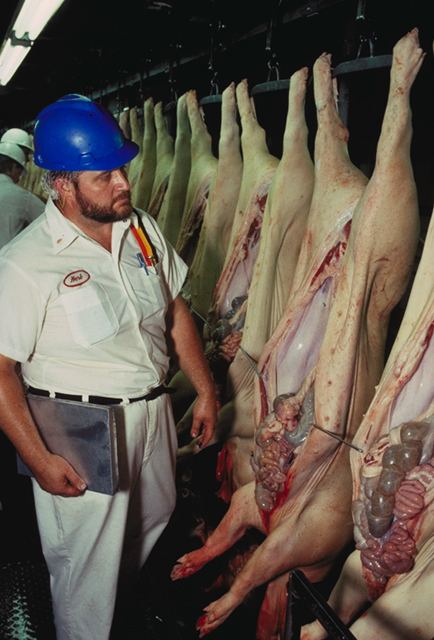
فحص الخنازير في المذبح

## المذابح الرئيسة
يوجد أكبر مذبح في العالم في مدينة تار هييل في ولاية كارولاينا الشمالية. وهو قادر على ذبح أكثر من 32,000 خنزير في اليوم. أ. أما أكبر مذبح في آسيا فيقع في مدينة ممباي الهندية.

## وصلات خارجية
- Slaughterhouse designer Temple Grandin's official site detailing her design principles, as well as many of the regulations affecting slaughter in the United States.
- Pig slaughtering process
- Poultry slaughtering process
- Search slaughterhouses in Canada
- Sustainable slaughtering issues